# Модель GROW
Модель «GROW» — це проста методика досягнення цілей та системного вирішення проблем. Вперше запропонована у Великій Британії і широко застосовувалася в корпоративних коучингах в кінці 1989-тих, початку 1990-тих.
Є суперечки стосовно авторства GROW, та значний вклад в її розвиток зробили Грехам Александр, Алан Файн та сер Джон Уитмор. Макс Ландсберг також описує GROW у своїй книзі «Дао коучингу». Модель схожа до методик «карти взаємодопомоги» у сімейній терапії та модель WOOP, Габріеля Уотінґема.
Джонатан Пассмор та Стефан Канторе вважали, що «поведінкові підходи, запропоновані в GROW, та їх зосередженість на цілях, не зважають на філософські аспекти життя». Таким чином, GROW добре підходить для планування досягнення цілей в бізнесі чи спорті та в меншій мірі підходить для особистісного коучингу чи кар`єрному зростанні. Де в свою чергу можуть бути використані трансперсональні та екзистинційні підходи.

## Етапи GROW
Існує кілька версій моделі GROW. У таблиці нижче показано одну з версій та її етапи. 'O' в цій версії має два значення.
| G | Мета (від англ. Goal)            | Мета — це кінцева точка, до якої прагне клієнт. Найважливіше при визначені мети — це умови виконання та чітке розуміння коли мета буде досягнутою.          |
| R | Реальність (від англ. Reality)   | Умови, в яких клієнт перебуває зараз. Як далеко від мети клієнт є зараз?                                                                                    |
| O | Перешкоди (від англ. Obstacles)  | Визначення перешкод, які заважають досягненню цілі. В момент коучингу перешкоди мають бути визначені, інакше, якби їх не існувало, ціль була би досягнутою. |
| O | Варіанти (від англ. Options)     | Після визначення перешкод, клієнт має запропонувати варіанти боротьби з ними, чи шляхи обходу, що дозволять наблизитися до цілі.                            |
| W | План дій (від англ. Way Forward) | Після визначення варіантів, клієнту пропонується скласти чіткий план дій з конкретними завданнями.                                                          |

Як і в інших моделях, тренер, чи той хто коучить по моделі GROW, може збільшувати її ефективність комбінуючи з іншими техніками та підходами, та загалом послідовність та етапи залишаються незмінними. Також питання, що задаються тренером, мають відповідати реаліям клієнта та поточному етапу. Від правильності цих питань залежить ефективність коучингу. Правильність питань, в свою чергу, залежить від майстерності тренера.
Сучасний коуч Майлз Дауні запропонував додати до запропонованих початкових етапів, етап визначення теми бесіди. Тобто сучасна модель GROW відрізняється від впершезапропонованої в 1989 тим, що етапу визначення цілі бесіди, коли клієнт говорить , що хоче отримати в результаті, передує етап визначення теми бесіди з коучем, тобто клієнт пояснює коучу, чому він до нього звернувся ще до того, як вони разом в бесіді визначають кінцеву ціль.

### Приклад
Нижче наведено дуже простий приклад використання моделі GROW для досягнення цілі. Ціль коучингу — скидання ваги. Чітка мета клієнта: «Знизити вагу до 55 кілограмів за три місяці, та втримувати її на цьому рівні». Тренерові важливо переконатися, що ціль є справді важливою для клієнта, бо в іншому випадку він не буде докладати зусиль для її досягнення.
Відповідно до етапів, описаних вище, другим завданням є визначення Реальності. В цьому прикладі — це визначення поточної ваги. Наступним кроком є ідентифікація перешкод. Тренер може розпитати клієнта, які були складнощі в попередніх спробах скидання ваги та що може заважати наступній спробі. Приклади запитань:
- Що змінилося з часу, коли ви могли втримувати вагу на бажаному рівні?

- Що впливало на збільшення ваги?

- Що потрібно змінити, щоб запобігти збільшенню ваги?

Якщо клієнт відповідає чесно, тренер зможе «підсвітити» дієві методи та умови, при яких вага не збільшується та дієві методи скидання ваги. Так, знаючи та базуючись на Перешкодах, тренер допомагає будувати Варіанти. Це можуть бути проаналізовані результати дієт, активностей чи сторонньої підтримки. Аналізуючи, тренер та клієнт формують конкретний План дій. Це завершення останнього етапу, де має бути складена чітка послідовність кроків. Практично: один із запланованих кроків може бути пошук підтримки серед близьких, інший — підбір раціону.
Найбільша цінність GROW в процесі коучингу є її здатність чітко виділити і розбити проблему на складові. Модель можна буде використана, коли в завдання є дві чітко виділені складові. Перше — в клієнта має бути «Ціль». Друга, має існувати хоча б одне обмеження, яке перешкоджає досягненню цілі. При застосуванні GROW, ці дві складові виділяються першочергово.
Ці принципи можуть бути застосовані незалежно від мети або проблеми клієнта. GROW можна застосовувати для вирішення технічних проблем, покращення процесів, питань стратегії та багато іншого. Модель також ефективна при застосуванні в групі людей, що працюють над одним завданням.

## Моделі GROW та Внутрішня Гра
Модель 'Внутрішня Гра', запропонована Тімоті Ґілві мала великий вплив на GROW. Ґілві, будучи тренером по тенісу, міг зауважити, що гравець робить неправильно, та просто сказавши про це гравцю, не міг це змінити.
Схожість моделей Ґілві та GROW легко показати на прикладі проблеми гравців, які не втримують м'яч в полі зору. Типово, інструктор казатиме гравцю: «тримай м'яч в полі зору». Ця інструкція ефективна, поки гравець на ній зосереджений. Варто гравцю відволіктись, як він забуває про завдання слідкувати за м'ячем. Так Ґілві одного разу запропонував гравцю викрикувати «пропуск» коли той пропускав м'яч, та «відбив» коли відбивав.
У результаті гравці почали показувати кращі результати, та уважніше слідкувати за м'ячем. На результат значною мірою вплинув спосіб подачі інструкції. Гравцям не приходилось тримати в голові нове завдання «слідкуй за м'ячем». Замість цього вони грали в просту гру, одночасно граючи в теніс. Коли Ґілві побачив як ця методика покращує гру, він перестав віддавати інструкції та став ставити запитання, допомагати гравцю побачити, що той має змінити. Це вважається початком методики Внутрішньої Гри.
Модель GROW дуже схожа. Першим кроком, наприклад, буде визначення мети гравця. Якщо гравець хоче покращити першу подачу, Ґілві запитав би, скільки подач з десяти він хоче зробити вдало. Це і буде «ціль». Реальністю буде перевірка скільки зараз подач вдається.
Наступним, Ґілві запитав би що змінюється коли гравець робить вдалу та невдалу подачу. Це змушує гравця відчути різницю в думках та рухах, при яких подача вдається або не вдається. Так визначаються «перешкоди» та «варіанти». Це наближує гравця до розуміння що він робить не так, і що треба покращити, для досягнення цілі, — це і є План дій.
Прихильники обох методик, Внутрішньої гри та GROW стверджують, що клієнти не можуть досягнути цілі через невміння вивчати проблему, вивчати обставини які допомагають чи перешкоджають досягненню цілі і без цього не вміють складати план дій.